# Museu da Borracha
O Museu da Borracha é um museu brasileiro, localizado na cidade de Rio Branco, capital do estado do Acre. Órgão público vinculado à Fundação de Cultura e Comunicação Elias Mansour, o museu tem a atribuição de coletar, conservar e expor os testemunhos da história sócio-econômica e da cultura material do Acre. Mantém atividades educativas permanentes, atendendo a estudantes, professores e visitantes em geral. Conta com auditório, biblioteca e arquivo.

## Histórico
O Museu da Borracha foi instituído por decreto estadual de 3 de abril de 1978, e inaugurado em 5 de novembro desse mesmo ano, durante a gestão de Geraldo Gurgel de Mesquita, por ocasião das comemorações do primeiro centenário da migração nordestina para o Acre. Subordinado à Secretaria da Educação e Cultura, sua primeira sede foi um edifício na avenida Getúlio Vargas.
Em 1986, o museu foi transferido para a sede da Fundação Elias Mansour, o órgão público estadual responsável pela administração dos espaços museológicos e demais equipamentos culturais do Acre, que passou a coordenar suas atividades. O museu ocupa desde então a função de central museológica do estado, destinando-se à guarda de parte significativa de seus registros documentais, históricos e culturais.
Com a extinção da Superintendência da Borracha (SUDHEVA) em 1990, e após autorização do Ministério da Agricultura, o museu passou a ocupar a antiga sede do órgão extinto - um edifício de 510 m², situado na avenida Ceará, no centro de Rio Branco, onde se encontra até hoje. Além dos espaços expositivos, o museu conta com reserva técnica, áreas para atuação didático-cultural, biblioteca, arquivo e um auditório com capacidade para 60 pessoas.

## Acervo
O Museu da Borracha mantém sob sua guarda um acervo diversificado, formado, em sua maior parte, por doações de particulares e compras efetuadas durante os primeiros anos após a sua fundação. O acervo reúne mais de 5300 peças, distribuídas por diversos núcleos, como paleontologia, arqueologia, etnografia e história sócio-econômica do Acre, além de obras de arte, manuscritos, fotografias, periódicos e outros pequenos conjuntos. Destacam-se:
- Coleção paleontológica: fósseis de animais pré-históricos, como uma mandíbula e o distal de fêmur de mastodonte e uma mandíbula de espécie extinta de crocodilo.
- Coleção arqueológica: peças de um sítio arqueológico pirarrã, como vasos adornados com figuras antropomórficas, urnas funerárias, lâminas e utensílios em geral.
- Coleção etnográfica: registros materiais das povos indígenas do Acre e do Amazonas (materiais de caça e de guerra, arte plumária, bordunas, cestaria, cerâmicas, adornos corporais e têxteis).
- História sócio-econômica e político-administrativa do Acre: reúne peças ligadas à colonização do Acre e ao ciclo da borracha, como os equipamentos usados pelos seringueiros, além de vários objetos confeccionados a partir do produto, como as réplicas de animais e aves da região. Há também objetos relacionados à Revolução Acreana, como fardas e armas utilizadas na disputa por brasileiros e bolivianos.
- Cultura religiosa: conserva um dos mais completos acervos de objetos referentes à cultura do Santo Daime, dos vegetais às fardas usadas na liturgia. Há também objetos ligados à vida religiosa nos seringais, como os missais e as pias batismais de madeira, e outros representativos de manifestações populares de cunho religioso comuns na região, como a cavalhada e o reizado.

O museu conserva ainda uma das maiores hemerotecas da Amazônia, com jornais datados de meados do século XIX até os dias de hoje. Conserva também toda pauta de música da extinta banda da Guarda Territorial, onde se encontram peças importantes de maestros acreanos, como Sandoval dos Anjos e Zeca Torres. Recentemente, o museu recebeu em doação da Rádio Difusora Acreana uma coleção de aproximadamente 7000 discos de vinil.

### Biblioteca e arquivo
A biblioteca do museu é especializada na história do Amazonas e do Acre. Conserva cerca de 4700 volumes, entre livros, periódicos e outras publicações. O arquivo reúne partituras, fotografias, livros de registro dos antigos seringais acreanos, documentos impressos e manuscritos.